# Platysenta distans
Platysenta distans là một loài bướm đêm trong họ Noctuidae.